# Giulio Lorenzo Selvaggio
Giulio Lorenzo Selvaggio né à Naples le 10 août 1728 et mort dans la même ville en novembre 1772 (à 44 ans) est un archéologue italien.

## Biographie
Giulio Lorenzo Selvaggio naquit à Naples le 10 août 1728. À l’âge de seize ans il résolut entrer dans les Ordres. L’archevêque Naples, le cardinal Giuseppe Spinelli avait pourvu son séminaire de maîtres éminents, parmi lesquels on distinguait Carlo Blasco, Giuseppe Simioli et Felice Rossi. Le jeune Selvaggio se fit remarquer par son ardent désir de savoir. En 1752 il devint prêtre et résolut de vivre quelque temps dans la solitude, afin de continuer ses études, de reprendre tout ce qu’il avait appris, d’approfondir ce qu’il croyait savoir, et de fonder sur des bases tout à fait solides les progrès qu’il espérait faire à l’avenir. Le principal objet de ses études était les antiquités chrétiennes ; le savant Mazzocchi avait eu sous ce rapport la plus grande influence sur lui. Il composa des poèmes grecs et latins, et fut élu membre de l’Académie d'Arcadie. Il avait, dans ses poèmes, glorifié l’Immaculée Conception de la Sainte Vierge. Il prononça l’oraison funèbre de Benoît XIV.
Nommé censeur archiépiscopal, puis examinateur synodal, Roselli ayant publié sa traduction de l’Histoire de l’Église de Mosheim, d’après l’édition anglaise, pourvue d’un grand nombre de notes par Archibald Maclaine, Selvaggio fut chargé de relever par de nouvelles observations les principales fautes des historiens protestants.
En 1764 le cardinal Sersale, archevêque de Naples, le nomma professeur de droit canonique à la place du savant Carlo Blasco. Selvaggio fit imprimer pour ses élèves, en 1766, un court manuel, Institutionum canonicarum libri III, dont la deuxième édition, corrigée, parut en 1770, et une autre en 1771, à Padoue. À dater de 1769 il fut chargé aussi d’un cours de droit civil.
Mais ce fut surtout à l’archéologie paléochrétienne qu’il rendit d’éminents services. Il fut le premier écrivain catholique qui embrassa l’archéologie dans son universalité. Il songea d’abord à élaborer et à corriger, dans un sens catholique, l’ouvrage de l’anglican Bingham, de Originibus seu antiquitatibus ecclesiasticis. Pendant qu’il s’en occupait il eut connaissance de l’ouvrage inachevé, du Dominicain Mamachi. Il fit paraître, en 1772, la 1re partie de ses Institutiones Antiquitatum Christianarum. Il n’en avait achevé l’impression lorsque la mort l’interrompit, en novembre 1772. Il avait 44 ans.

## Publications
Le chanoine Alessandro Maria Calefati, auteur d’un commentaire sur la vie et les écrits de J. Selvaggio, qui se trouve à la tête de la plupart des éditions, publia le reste du manuscrit de Selvaggio (1774). L’ouvrage embrasse ainsi quatre livres en 6 volumes in-8° (réimprimé à Mayence, 1787). Outre cet ouvrage, dépassé dans quelques points par les travaux de Pellicia, et le manuel de droit canon que nous avons mentionné, Selvaggio avait fait imprimer, en 1770, un Compendium de Droit civil, auquel il avait donné pour base les Elementa Juris civilis d’Heineccius, et dans lequel il avait expliqué en détail la législation napolitaine. On y remarque surtout son introduction historique sur les diverses périodes de la législation du royaume des Deux-Siciles, dans les temps les plus anciens, sous les Romains, les Normands, les Français, les Aragonais et les dynasties autrichienne et bourbonienne.